# Max Warmerdam
Max Warmerdam (Tegelen, 30 maart 2000) is een Nederlands schaakgrootmeester. Sinds 2020 studeert hij Economics aan de Tilburg University. Hij werd in 2021 en 2024 Nederlands kampioen schaken.

## Schaakcarrière
Warmerdam leerde de basisregels van het schaken van zijn vader. Als vijfjarige mocht hij op zijn basisschool meedoen met de schaaklessen. Hij kreeg daar tot zijn twaalfde schaakles van Henk van Nieuwenborg. Op zijn zevende werd hij lid van de Tegelse SV en een paar jaar later ook van de Venlose SV. Daarnaast speelde hij wekelijks handbal. Vanaf zijn twaalfde ging hij meer tijd steken in schaken en stopte hij met handballen. Zijn schaaktrainers werden achtereenvolgens Boris Friesen, Frank Erwich en Loek van Wely.
In 2012 won Warmerdam zijn eerste nationale titels bij het Open NK snelschaken en het Open NK Rapid, in zijn leeftijdscategorie. Hij won deze titels ook in 2013.
In 2014 en 2015 won Warmerdam het Nationaal Jeugdkampioenschap in Rotterdam. In 2014 won hij ook de Open Nederlandse Jeugdschaak Kampioenschappen tot en met 20 jaar in Borne.
In februari 2016 behaalde Warmerdam zijn eerste IM-norm in een tienkamp in Wachtebeke (België) en in april 2016 zijn tweede in de KNSB-competitie. Hij werd internationaal meester in juni 2018 tijdens de schaakweek in Apeldoorn.
In januari 2019 won Warmerdam in Wijk aan Zee de TOP-groep van het Tata Steel-toernooi en mocht vervolgens in 2020 meedoen met de Challengers. In augustus 2019 won hij ook het Split Open in Kroatië. 
Op 1 oktober 2019 bereikte Warmerdam de ratinggrens van 2500. In december 2019 werd hij Sportman van het jaar van de gemeente Venlo.
In januari 2020 speelde Warmerdam bij de Tata Steel Challengers. Na een minder goede start won hij in de laatste twee ronden van de Spaanse toernooiwinnaar David Anton Guijarro en van voormalig nationaal kampioen Jan Smeets. Warmerdam eindigde als twaalfde, met 4,5 punt uit dertien partijen. Tijdens de Online Olympiade van 2020 was Warmerdam lid van het Nederlandse team.
Warmerdam behaalde zijn eerste GM-norm in de KNSB-competitie in het seizoen 2018/2019 waarin hij voor het eerste team van Schaakstad Apeldoorn uitkomt. Zijn tweede GM-norm behaalde hij in december 2020 en zijn derde GM-norm in januari 2021. Beide toernooien vonden plaats in de Italiaanse plaats Bassano del Grappa. Dat laatste toernooi won hij. Tijdens de Vergani Open had Warmerdam tegen de Duitse Annmarie Mütsch succes met een dameoffer.
Na Paul van der Sterren en Martijn Dambacher is Warmerdam de derde Limburger die de titel grootmeester heeft behaald.
In januari 2021 was Warmerdam secondant van Jorden van Foreest bij het Tata Steel-toernooi. Van Foreest won het toernooi. Toen het onderbroken kandidatentoernooi in april 2021 in het Russische Jekaterinenburg werd hervat, was Warmerdam secondant van Anish Giri.

### Mijlpalen vanaf medio 2021
- In juli 2021 won Warmerdam het Ikaros toernooi in Griekenland.
- In augustus 2021 won hij het Guimarães Open toernooi in Portugal.

- In december 2021 werd Warmerdam Nederlands kampioen schaken.[3]
- In het seizoen 2021/22 werd Warmerdam de beste schaker van de Meesterklasse met een score van 8 uit 9.
- In 2022 en 2023 werd hij met schaakstad Apeldoorn Landskampioen.
- In augustus 2022 won hij het Sparkassen Chess Trophy A-open toernooi in Dortmund.
- In 2022 deed hij voor het eerst mee met het Nederlandse team aan de schaakolympiade in Chennai India.
- In juni 2023 won hij het Open NK Rapid in Helmond.
- In juni 2023 won hij het HSG Open toernooi in Hilversum.
- In augustus 2023 won hij het Open NK in Dieren.
- In mei 2024 werd hij gedeeld eerste op het BPB Limburg Open in Maastricht.
- In juni 2024 won hij het Teplice Open toernooi in Tsjechië.
- In juli 2024 werd Warmerdam voor de tweede keer Nederlands kampioen schaken.
- In juli 2024 won hij het Brasov Grand Prix Classic in Roemenië
- In mei 2025 won hij voor de tweede keer het Open NK Rapid in Helmond.